# Schlacht bei Großbeeren
Frühjahrsfeldzug 1813
Lüneburg – Möckern – Halle – Großgörschen – Gersdorf – Bautzen – Reichenbach – Nettelnburg – Haynau – Halberstadt – Luckau
Herbstfeldzug 1813

Großbeeren – Katzbach – Dresden – Hagelberg – Kulm – Dennewitz – Göhrde – Altenburg – Wittenberg – Wartenburg – Liebertwolkwitz – Leipzig – Torgau – Hanau – Hochheim – Danzig
Winterfeldzug 1814

Épinal – Colombey – Brienne – La Rothière – Champaubert – Montmirail – Château-Thierry – Vauchamps – Mormant – Montereau – Bar-sur-Aube – Soissons – Craonne – Laon – Reims – Arcis-sur-Aube – Fère-Champenoise – Saint-Dizier – Claye –  Paris
Sommerfeldzug von 1815

Quatre-Bras – Ligny – Waterloo – Wavre – Paris

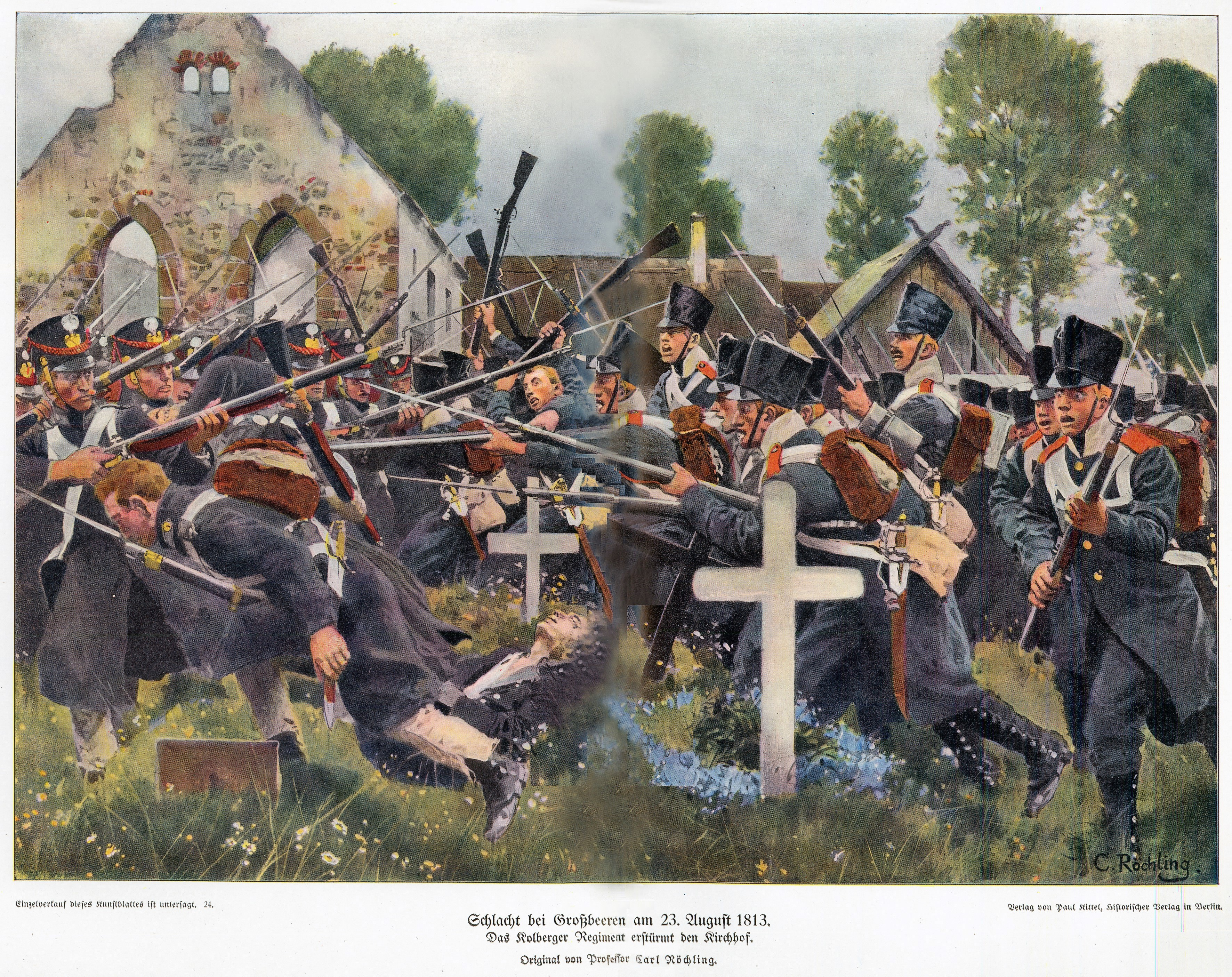
Schlacht bei Großbeeren (Gemälde von Carl Röchling zeigt den Kampf infolge des Regens: Hauen und Stechen)

Die Schlacht bei Großbeeren fand am Nachmittag des 23. August 1813 in der Nähe von Großbeeren in Brandenburg, heute Landkreis Teltow-Fläming, statt. Sie war Teil der Befreiungskriege. Die Niederlage der Franzosen verhinderte ein erneutes Vordringen der napoleonischen Truppen nach Berlin und beendete die französische Herrschaft in der Mark Brandenburg. Die Schlacht fand bei strömendem Regen statt, was von Vorteil für die Verteidiger war.

## Vorgeschichte
Nach dem Ende des Waffenstillstands von Pläswitz sammelte Napoleon Bonaparte seine stark geschwächten Truppen im mit ihm verbündeten Sachsen. Dort plante der französische Feldherr das nächste Ziel: die (Wieder-)Einnahme Berlins, das er als Hort des preußischen Widerstands gegen seine Herrschaft der Franzosen ansah. Gleichzeitig sollte die „Armée de Berlin“ unter Marschall Charles Nicolas Oudinot die Verbindung mit der norddeutschen Armee Napoleons herstellen, die unter Davout in Hamburg lag.
Bei Luckau überschritten die Truppen Napoleons die preußische Grenze. Am 21. August 1813 standen sie etwa 22 Kilometer südlich von Berlin. Auch die Armeen seiner Gegner (das IV. preußische Armeekorps unter Freiherr Friedrich Wilhelm von Bülow und Bogislav Graf von Tauentzien, drei russische Korps unter Michail Semjonowitsch Woronzow, Ferdinand von Wintzingerode und Alexander Iwanowitsch Tschernyschow sowie 22.000 Schweden) mit zusammen etwa 100.000 Mann hatten dort bereits Position bezogen: Napoleons Plänen zufolge sollten sie gleichzeitig von Oudinot im Süden und von Davout im Norden angegriffen werden – doch noch galt ein Waffenstillstand.
Im Laufe der folgenden Tage marschierten französische Truppen immer weiter nordwärts in Richtung Berlin. Es kam zur Einnahme von Trebbin und zu einigen Scharmützeln bei Blankenfelde und Jühnsdorf. Schließlich entschloss sich der preußische General von Bülow, Großbeeren zu besetzen, während die Franzosen über die sumpfige Niederung der Nuthe weiter nordwärts vordrangen.
Die Verbündeten bezogen Stellung – die Preußen auf dem linken, die Russen auf dem rechten Flügel, die Schweden im Zentrum. Bei Blankenfelde entspann sich zunächst ein Gefecht, das von General Henri-Gatien Bertrand jedoch gegen 14 Uhr abgebrochen wurde, als das 7. Armeekorps immer noch nicht erschienen war.

## Verlauf der Regenschlacht
Gegen 16 Uhr erschienen die ersten französischen Truppen bei strömendem Regen vor Großbeeren. Sie gehörten zum 7. Armeekorps des Generals Reynier. Da sie Großbeeren von den Preußen besetzt vorfanden, eröffneten sie das Artilleriefeuer und vertrieben die Preußen nach etwa einer Stunde aus dem Dorf. Die Preußen bezogen Stellung bei Heinersdorf, etwa vier Kilometer nördlich, die Franzosen bezogen Biwaks in Großbeeren.
Da General von Bülow nicht davon ausging, die volle französische Truppenstärke vor sich zu haben, entschied er sich gegen den Willen des Oberkommandierenden der Nordarmee, des schwedischen Kronprinzen Karl Johann, zum Angriff. Diese Entscheidung dürfte vor allem auf den strömenden Regen zurückzuführen sein, da die Musketen mit ihren Steinschlössern der Feuchtigkeit wegen unbrauchbar waren und die französischen Einheiten dadurch ihres technischen Vorteils beraubt waren. Die Schlacht war ein "Hauen und Stechen". Eine Geschützreihe von 64 Kanonen eröffnete das Feuer, worauf die Franzosen mit 44 leistungsstärkeren sächsischen Geschützen antworteten. Gleichzeitig griffen preußische Truppen auch vom östlich des Ortes gelegenen Kleinbeeren aus an.
General Reynier erkannte nun endgültig, dass es die Preußen ernst meinten. Seinen linken Flügel ließ er durch sechs sächsische Bataillone aus dem zweiten Treffen verstärken. Sein preußischer Widersacher gab indes gegen 6 Uhr abends den Befehl zum Bajonettangriff mit insgesamt 35.000 Mann. Staffelweise rückten die hinter den Geschützen aufgestellten Bataillone in das verwüstete Dorf vor, wo sie die Truppen Napoleons zum Rückzug zwangen. Auch die zweite sächsische Division wich der Übermacht.
Gleichzeitig hatte Marschall Oudinot, dessen Truppen tagsüber weit hinter denen Reyniers zurückgeblieben waren, das nahe gelegene Ahrensdorf erreicht. Er schickte sofort 2.000 Reiter zur Unterstützung nach Großbeeren, die einen Nachtangriff starteten, jedoch von den Preußen zurückgeschlagen wurden.
Infolge des starken Regens war das preußische Infanteriegewehr M/1809 ausgefallen, wie im Übrigen auch beim Gegner, da alle Steinschlossgewehre aufgrund der Feuchtigkeit unbrauchbar wurden. Der infanteristische Kampf wurde daher als Bajonettkampf ausgetragen. Bei dem aus den Musketier-Reserve-Bataillonen des 3. Ostpreußischen Infanterie-Regiments gebildeten 4. Reserve-Regiment war aber das Bajonettfechten nicht geübt worden. So mussten sie im Nahkampf die Gewehrkolben einsetzen. Hierbei riefen sie „HACKE TAU ...“ (Schlag zu) „... es geit fort Vaterland“. Als Folge dessen erhielten die Angehörigen des Regiments den Beinamen: Hacketäuer. Zahlreiche Straßen und Siedlungen in Nordrhein-Westfalen tragen in Erinnerung an dieses Infanterieregiment den Namen „Hacketäuer“.
Noch in derselben Nacht beschlossen Reynier und Oudinot den Rückzug nach Wittenberg. Der Angriff der napoleonischen Streitkräfte auf Berlin war gescheitert, die preußische Hauptstadt vor der Eroberung durch den Feind bewahrt. Die von Magdeburg herangerückte Division Girard wurde am 27. August 1813 bei Hagelberg aufgerieben.

## Gedenken

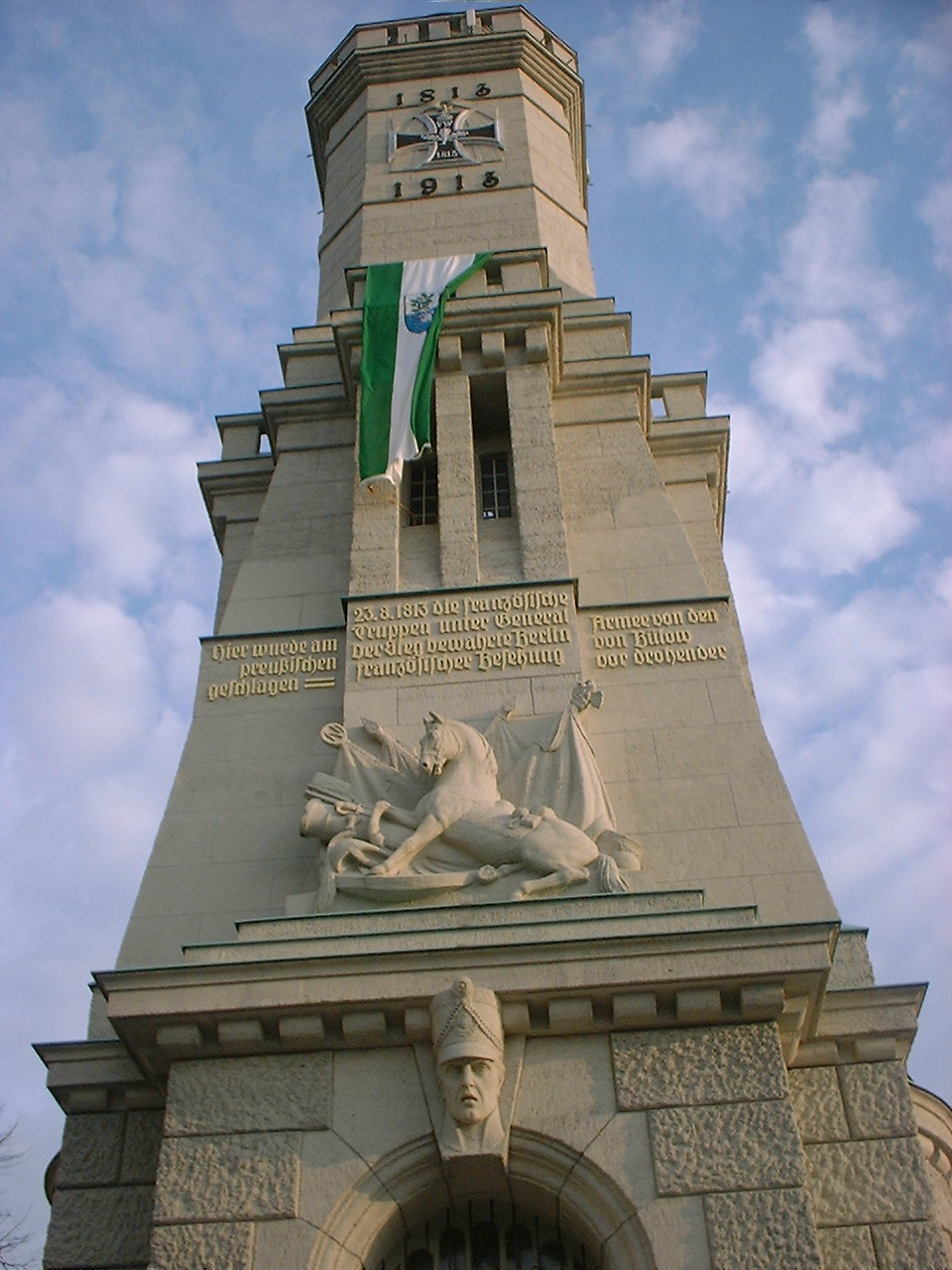
Gedenkturm in Großbeeren

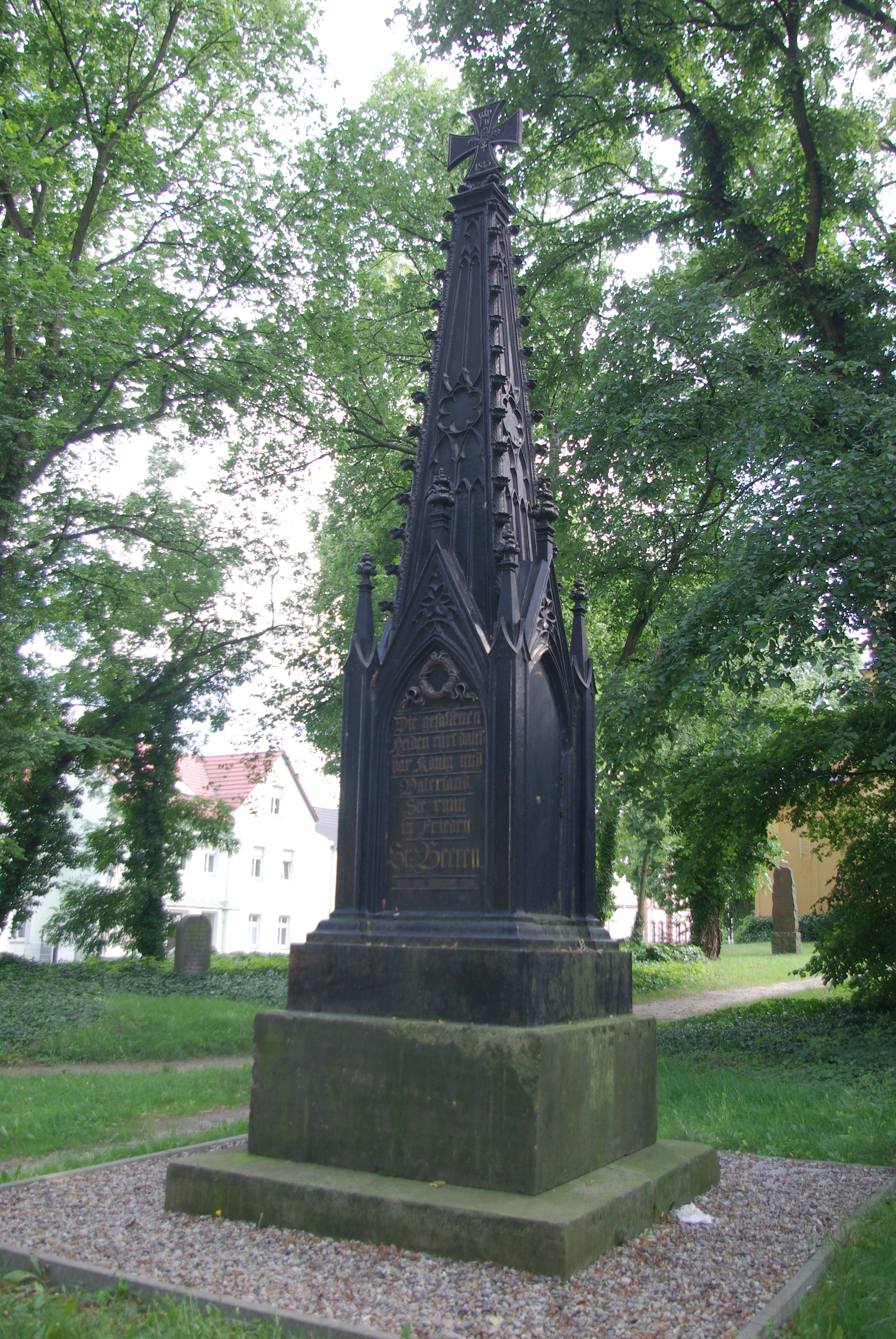
Das Ehrenmal (1817) für die Gefallenen in der Schlacht von Großbeeren 1813

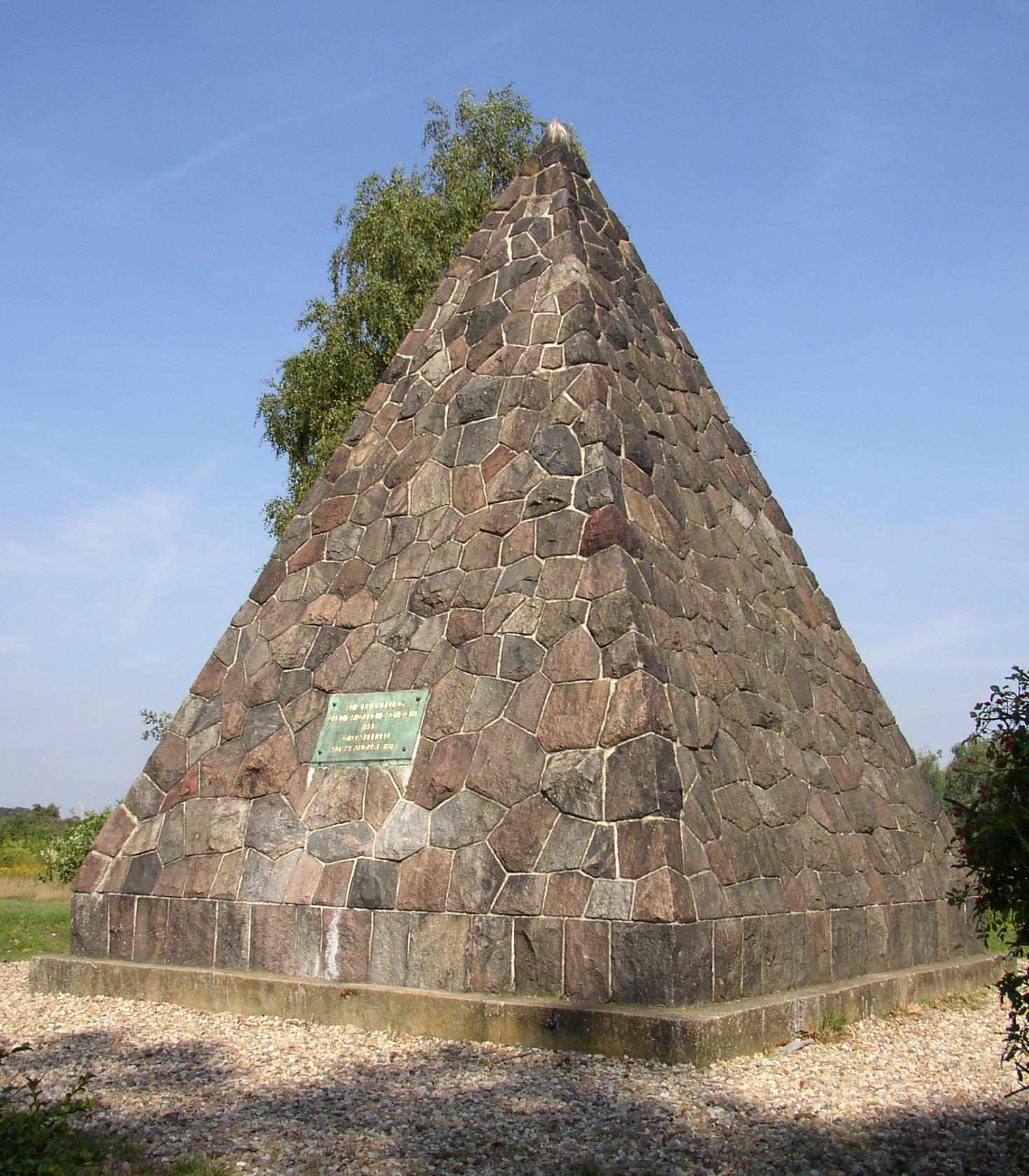
Gedenkpyramide in Großbeeren

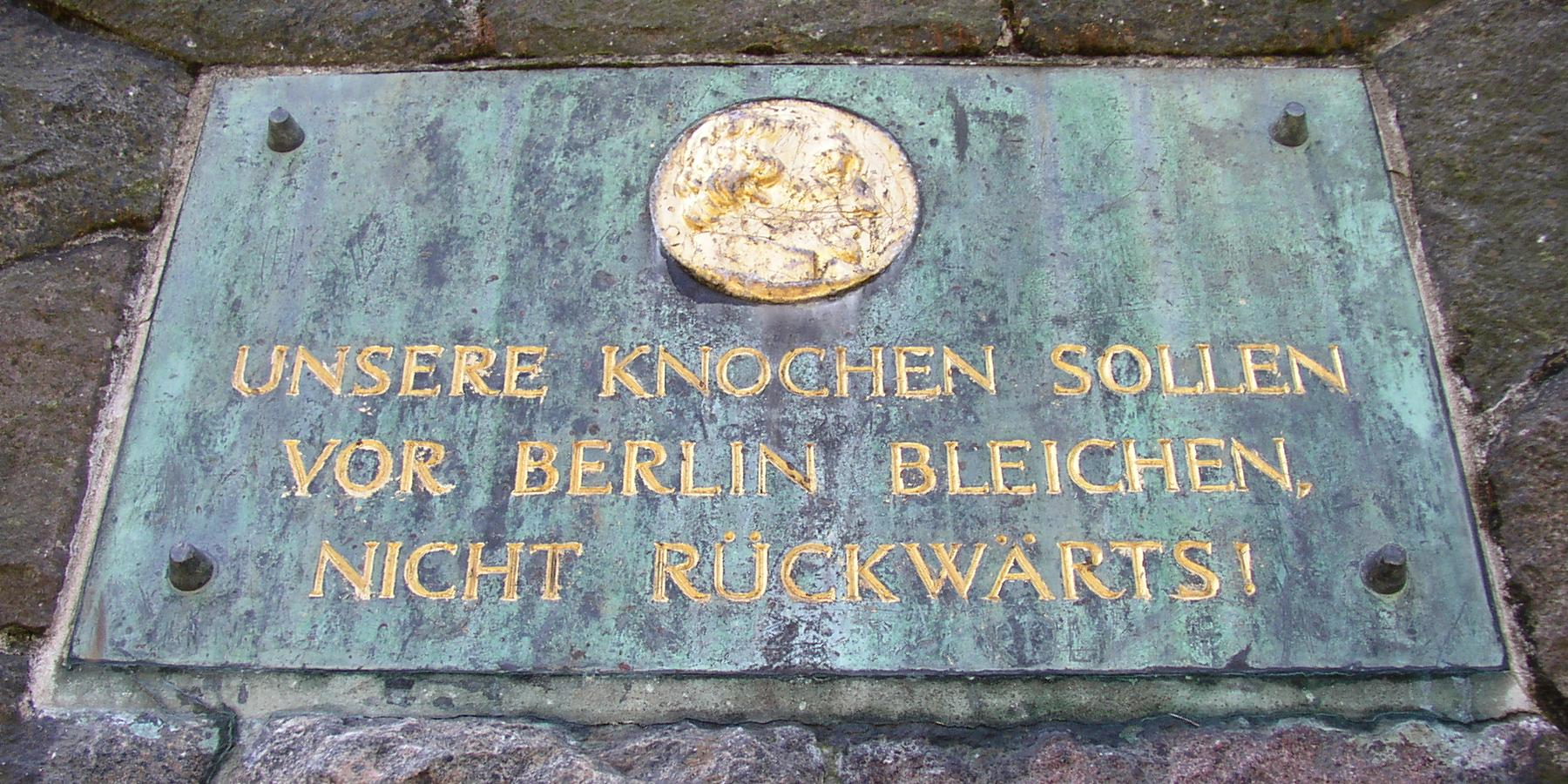
Gedenktafel mit Bülows Worten (an der Pyramide)

In Erinnerung an diese Schlacht tragen eine Straße in Potsdam und in Bremen sowie zwei Straßen in Berlin den Namen Großbeerenstraße.
Auf dem ehemaligen Kirchhof der evangelischen Kirche von Großbeeren wurde 1817 zur Erinnerung an die Schlacht ein von Karl Friedrich Schinkel entworfener gusseiserner Obelisk auf einem Steinsockel errichtet. Mit seinem reichen Fialenschmuck hat er Anklänge an das Nationaldenkmal für die Befreiungskriege auf dem Kreuzberg.
In Großbeeren erinnert ein am 23. August 1913 eingeweihter Gedenkturm an die Schlacht. Er trägt folgende Inschrift: „Hier wurde am 23.8.1813 die französische Armee von den preußischen Truppen unter General von Bülow geschlagen. Der Sieg bewahrte Berlin vor drohender französischer Besetzung.“
Hinter dem Schlachtfeld enthält eine Gedenktafel auf einer 10 Meter hohen Pyramide aus Feldsteinen die Worte des Generals von Bülow: „Unsere Knochen sollen vor Berlin bleichen, nicht rückwärts.“ Damit missachtete er den Befehl des schwedischen Alliierten, sich auf die Berliner Zollmauer (damals meist „Stadtlinie“ oder nur „Linie“ genannt) zurückzuziehen, und erteilte den Befehl zum Angriff auf die Franzosen und ihre Verbündeten.
Einmal im Jahr wird das Siegesfest Großbeeren gefeiert. Im Rahmen dieses Volksfestes wird die Schlacht von Bürgern aus vielen Städten und historischen Vereinen in historischen Uniformen und mit historisch nachempfundenem Gerät nachgestellt.